# Nakažlivost masových útoků
Teorie nákazy masovou střelbou studuje vztah mediálního pokrytí útoků aktivního střelce a potenciálního nárůstu událostí, které čin napodobují, zejména na základě veřejného šíření identity aktivního střelce. Zájem o teorii v posledních letech posílil kvůli nárůstu masových střeleb, četnosti odkazů na předchozí aktivní střelce jako inspiraci a démonizaci útočníka.
Masakr na střední škole v Columbine je uváděn jako první, kterému se dostalo nepřetržitého zpravodajského pokrytí. Studie provedená v roce 2015 naznačuje, že střelci z Columbine inspirovali minimálně 21 dalších útočníků a motivovali 53 pokusů o spáchání podobného činu.

## Teorie
Studie sociologa Davidem Phillipsem rozšiřuje teorii „nakažlivosti chování“ a odkazuje na napodobování kriminálního chování na základě extenzivního mediálního pokrytí aktů masových vražd. Naznačuje, že pachatelé tohoto typu zločinu mají základní cíl dosáhnout slávy nebo proslulosti prostřednictvím publicity získané z aktů masové vraždy. Sociologové předpokládají, že aspekt „nakažlivosti“ zvyšuje pravděpodobnost, že dojde k podobnému aktu, vědomě či podvědomě motivovanými střelci.

## Efekty mediálního pokrytí

### Columbine High School
Střelba na střední škole Columbine v roce 1999 zůstává jednou z nejvíce zmiňovaných střeleb v historii USA, přičemž studie naznačují, že po incidentu bylo zveřejněno odhadem 10 000 článků. Jiná studie zjistila, že v roce, kdy došlo ke střelbě v Columbine, bylo ve večerních zprávách odvysíláno přibližně 319 zpráv o incidentu. Střelci z Columbine vyjádřili svou touhu po celosvětovém uznání v nahrávkách pořízených před masovou vraždou. Studie provedená v roce 2015 naznačuje, že střelci z Columbine inspirovali minimálně 21 dalších střeleb a 53 pokusů o spáchání podobného činu v USA.